# Riyadh
Riyadh (Ar-Riyad, arabisk: رياض) er hovedstaden i Saudi-Arabien. Byen ligger midt på den Den Arabiske Halvø på et plateau og er beboet af 7.009.100(2022)indbyggere. Byen breder sig over 1.798 km². Byen er Saudi-Arabiens administrative og kommercielle center. Danmarks ambassade ligger også i Riyadh

## Historie
Før islam var en ting var det område man kalder for Riyadh kaldet for Hajr og selve byen var blevet bygget af Banu Hanifa. Under Umayyade og Abbaside kalifaterne var Riyadh hovedstaden af Al-Yamama, men efter faldet af Abbaside-kalifatet, faldte byen under kontrol af Ukhaidhirerne som så flyttede deres hovedstade fra Hajr til Kl-Kharj, senere hen splittede Hajr til flere beboelser. Men selve navnet Riyadh kommer først frem i det 17 århundrede. I 1737 tog Deham ibn Dawwas kontrol over Riyadh og byggede en mur omkring de små oase beboelser og forenede dem til en by.
Riyadh blev erklæret hovedstaden af Saudi-Arabien ved deres selvstændighed i 1932, begrundelsen for det var fordi at den royale Saud-familie havde haft deres hovedsæde i byen, siden at Osmmanerne blev uddrevet fra området i 1818.